# Рајхмансдорф
Рајхмансдорф (њем. Reichmannsdorf) општина је у њемачкој савезној држави Тирингија. Једно је од 39 општинских средишта округа Залфелд-Рудолштат. Према процјени из 2010. у општини је живјело 825 становника. Посједује регионалну шифру (AGS) 16073068.

## Географски и демографски подаци
Рајхмансдорф се налази у савезној држави Тирингија у округу Залфелд-Рудолштат. Општина се налази на надморској висини од 710 метара. Површина општине износи 20,0 km². У самом мјесту је, према процјени из 2010. године, живјело 825 становника. Просјечна густина становништва износи 41 становника/km².